# 吳中謙
吳中謙（1544年—？），字惟柄，廣東廣州府南海縣人，民籍，明朝政治人物。

## 生平
萬曆元年（1573年）癸酉科廣東鄉試第二十二名舉人，萬曆二年（1574年）聯捷甲戌科進士第二甲第六十三名。官主事。

## 家族
曾祖父吳璜；祖父吳宗貴；父吳九韶。母陳氏。严侍下。